# Oelschnitz
Oelschnitz ist ein Gemeindeteil des Marktes Stammbach im Landkreis Hof (Oberfranken, Bayern). Oelschnitz liegt in der Gemarkung Straas.

## Geografie
Das Dorf liegt an der Ölschnitz und am Querenbach, der innerorts als linker Zufluss in die Ölschnitz mündet. Eine Gemeindeverbindungsstraße führt nach Querenbach (1,3 km östlich) bzw. zur Kreisstraße HO 21 bei Stammbach (1,3 km westlich). Ein Anliegerweg führt nach Steinfurth (0,9 km südlich). Geologisch liegt Oelschnitz im Südwesten des naturräumlichen Gebietes der Münchberger Gneismasse.

## Geschichte
Oelschnitz war eines der sogenannten „Sieben freien Dörfer“; die Herren von Schlegel waren ursprünglich im Ort begütert. 1369 verkaufte Albrecht von Schlegel seine Ansprüche für 957 Pfund Heller an den Nürnberger Burggrafen Friedrich V.
Zur Realgemeinde Oelschnitz gehörte Steinfurth. Gegen Ende des 18. Jahrhunderts bestand Oelschnitz aus 17 Anwesen (1 Dreiviertelhof, 4 Halbhöfe, 3 Viertelhöfe, 1 Söldengütlein, 3 Häuser, 4 Tropfhäuser, 1 Mühle). Die Hochgerichtsbarkeit sowie die Dorf- und Gemeindeherrschaft stand dem bayreuthischen Stadtrichteramt Münchberg zu. Das Kastenamt Münchberg war Grundherr sämtlicher Anwesen.
Von 1797 bis 1810 unterstand Oelschnitz dem Justiz- und Kammeramt Münchberg. Infolge des Ersten Gemeindeedikts wurde Oelschnitz dem 1812 gebildeten Steuerdistrikt Straas und der zugleich entstanden Ruralgemeinde Straas zugewiesen. Im Zuge der Gebietsreform in Bayern wurde Oelschnitz am 1. Juli 1972 im Zuge der Gebietsreform in Bayern nach Stammbach eingemeindet.

### Baudenkmäler
- Haus Nr. 1: Ehemalige Mühle[8]
- Haus Nr. 12: Wohnstallhaus[8]

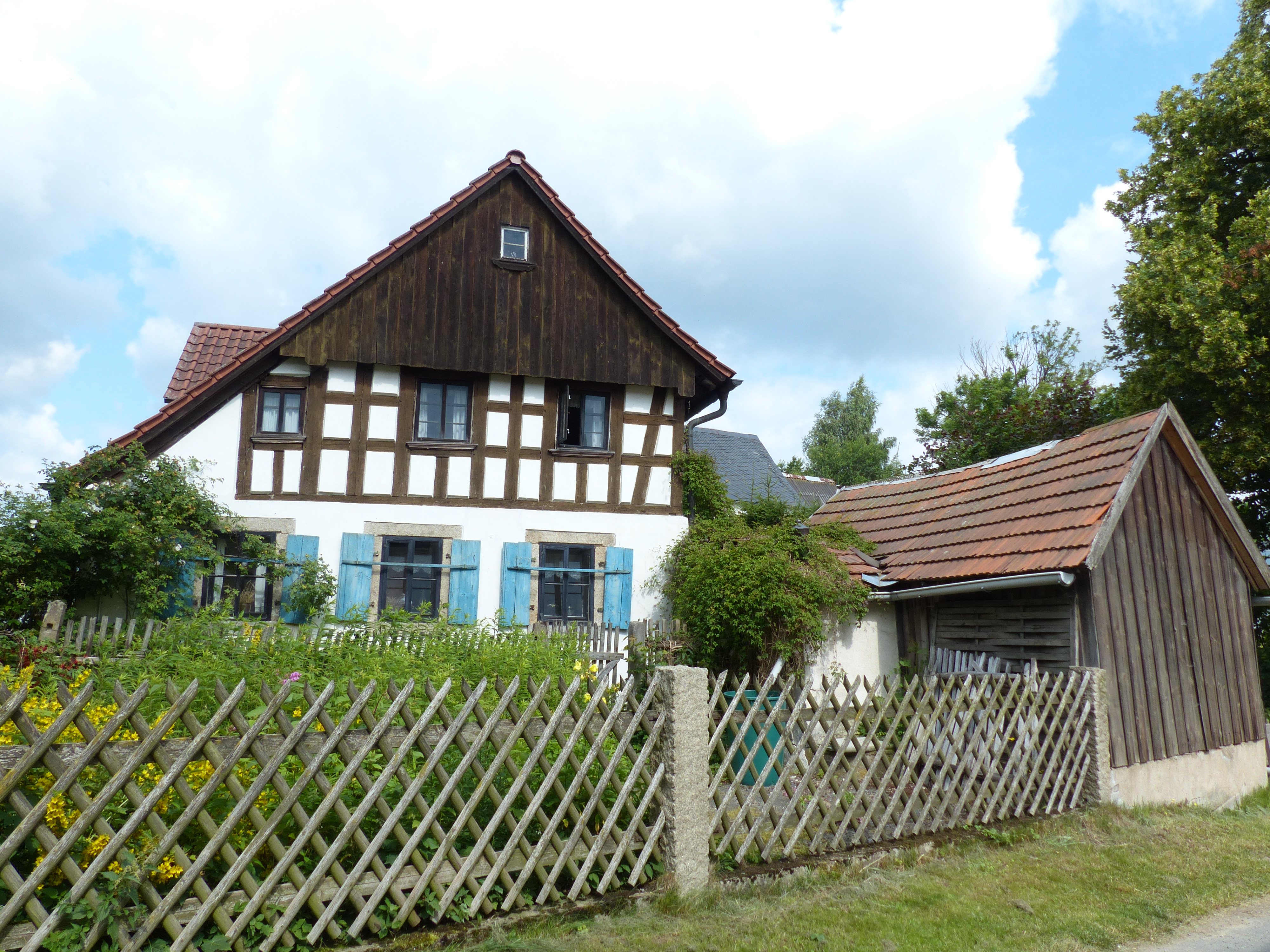
Wohnstallhaus
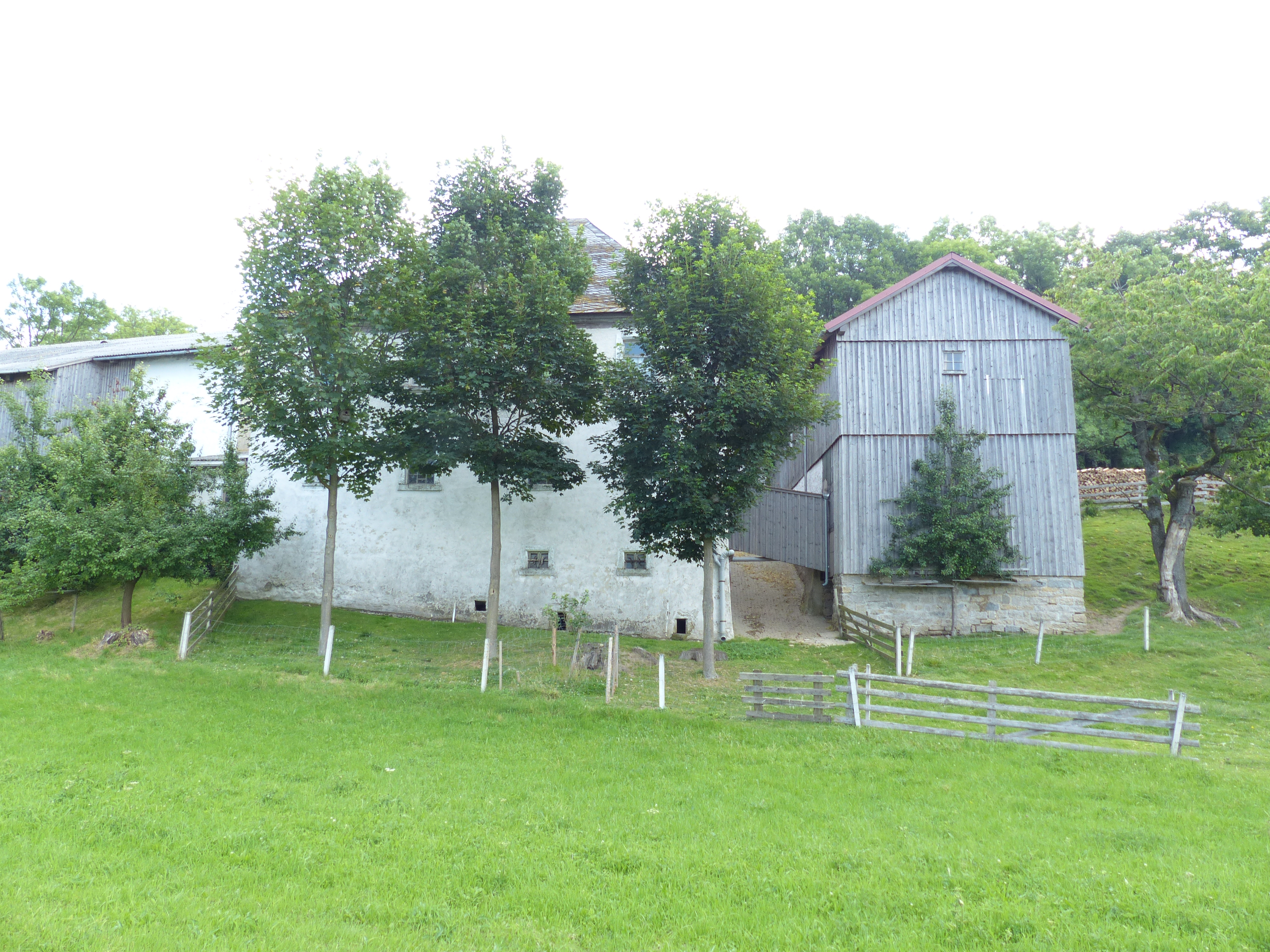
Ehemalige Mühle

ehemalige Baudenkmäler
- Haus Nr. 6: Zweigeschossiger Wohnstallbau mit Satteldach, Eckquaderung. Der Scheitelstein der geohrten Haustürrahmung bezeichnet „AJL 1790“.[9]
- Haus Nr. 9: Zweigeschossiger Wohnstallbau mit Halbwalmdach, der Scheitelstein der Wohnungstür bezeichnet „JND 1829“ (=Johann Nikol Dietel). Im Erdgeschoss Räume mit Segelgewölben.[9]
- Haus Nr. 23: Eingeschossiges Kleinhaus mit Satteldach, der Scheitelstein der Haustür bezeichnet „J. S. S. 1824“ (=Johann Simon Schott).[9]
- Haus Nr. 24: Eingeschossiges Kleinhaus mit Satteldach, der Scheitelstein der Haustür bezeichnet „1820“.[9]
- Haus Nr. 29: Eingeschossiges Kleinhaus mit Satteldach, der Scheitelstein der Haustür bezeichnet „1829“.[9]

### Einwohnerentwicklung
| Jahr      | 1799   | 1812  | 1819   | 1861   | 1871   | 1885   | 1900   | 1925   | 1950   | 1961   | 1970   | 1987   |
| Einwohner | 129    | *109  | †158   | 218    | 208    | 199    | 161    | 123    | 175    | 160    | 162    | 125    |
| Häuser    | 19     | *23   |        |        |        | 27     | 26     | 27     | 24     | 31     |        | 39     |
| Quelle    | [ 11 ] | [ 6 ] | [ 12 ] | [ 13 ] | [ 14 ] | [ 15 ] | [ 16 ] | [ 17 ] | [ 18 ] | [ 19 ] | [ 20 ] | [ 21 ] |

## Religion
Oelschnitz ist bis heute nach St. Maria (Stammbach) gepfarrt und seit der Reformation evangelisch-lutherisch geprägt.